# ولاسوتینتسه
ولاسوتینتسه (به صربی: Vlasotince) یک شهرستان در صربستان است که در صربستان جنوبی و شرقی واقع شده‌است. ولاسوتینتسه ۲۳۴ متر بالاتر از سطح دریا واقع شده‌است.